# Economia da Malásia

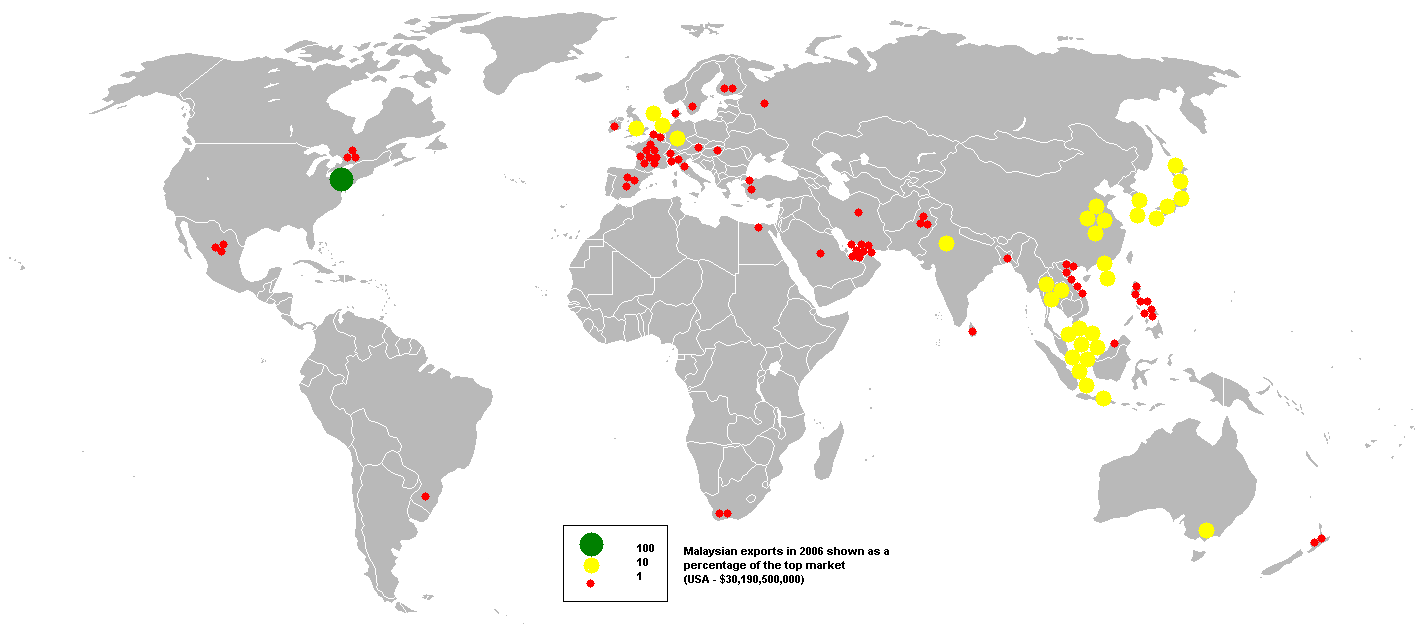
Exportações da Malásia em 2006

A Malásia é um país de rendimentos médios que a partir da década de 1980, se transformou de fornecedora de matérias primas em emergente economia multi-setorial. O crescimento deveu-se sobretudo às exportações, principalmente de produtos eletrônicos. Como consequência, o país foi atingido pela recessão global de 2001 a 2002. O PIB cresceu apenas 0,5% em 2001, devido a uma retração das exportações estimada em 11%, porém um substancial estímulo fiscal de US$ 1,9 bilhão minimizou os efeitos recessivos, e a economia teve uma retomada em 2002, crescendo 4,1%. No ano seguinte chegou a 4,9%, apesar de um primeiro semestre prejudicado pela SARS e pelo temor das consequências da guerra no Iraque. Em 2004 o crescimento atingiu 7% e em 2005, 5%.
Ótimo nível de reservas externas, baixa inflação e uma reduzida dívida externa são as forças que tornam remota a possibilidade de uma crise como a que atingiu o país e outros vizinhos asiáticos em 1997. A economia, porém, continua dependente do crescimento econômico dos Estados Unidos, da República Popular da China e do Japão, principais mercados consumidores de produtos da Malásia e principais fontes do investimento externo no país.
A Malásia é um país aspirante a tigre, e seus maiores investimentos externos vem dos próprios tigres asiáticos.
Depois de chegar ao poder em 2003, o primeiro-ministro Abdullah Ahmad Badawi tentou levar a economia além das cadeias produtivas que juntavam valor aos produtos primários, atraindo investimento em setores de alta tecnologia, tecnologia médica e produção de fármacos. A administração de Najib Razak continuou os esforços com o intuito de desenvolver o mercado interno e deixar a economia menos dependente das exportações.
Como país produtor de petróleo e de gás natural, a Malásia lucrou com a alta de preços das fontes de energia, apesar do aumento dos preços dos combustíveis ter forçado o governo a reduzir os subsídios a estes produtos.

## Ambiente para negócios
Segundo o Banco Mundial a Malásia é o 18.º país mais fácil para se fazer negócios. A melhoria do posicionamento do país deveu-se à maior facilidade (1.º lugar) na obtenção de crédito, à proteção dos investidores (4.º melhor) e as relações de comércio transfronteiriças (29.º melhor). O estudo abrange uma lista de 183 países.

## Comércio exterior
Em 2020, o país foi o 25º maior exportador do mundo (US $ 245,3 bilhões, 1,3% do total mundial). Na soma de bens e serviços exportados, chega a US $ 246,4 bilhões, ficando em 28º lugar mundial.  Já nas importações, em 2019, foi o 23º maior importador do mundo: US $ 204,9 bilhões.

## Setor primário

### Agricultura
A Malásia produziu, em 2018:
- 99,0 milhões de toneladas de óleo de palma (2º maior produtor do mundo, atrás apenas da Indonésia);
- 2,9 milhões de toneladas de arroz;
- 639 mil toneladas de borracha natural (7º maior produtor do mundo);
- 536 mil toneladas de coco;
- 322 mil toneladas de banana;
- 299 mil toneladas de abacaxi;

Além de outras produções  de outros produtos agrícolas.

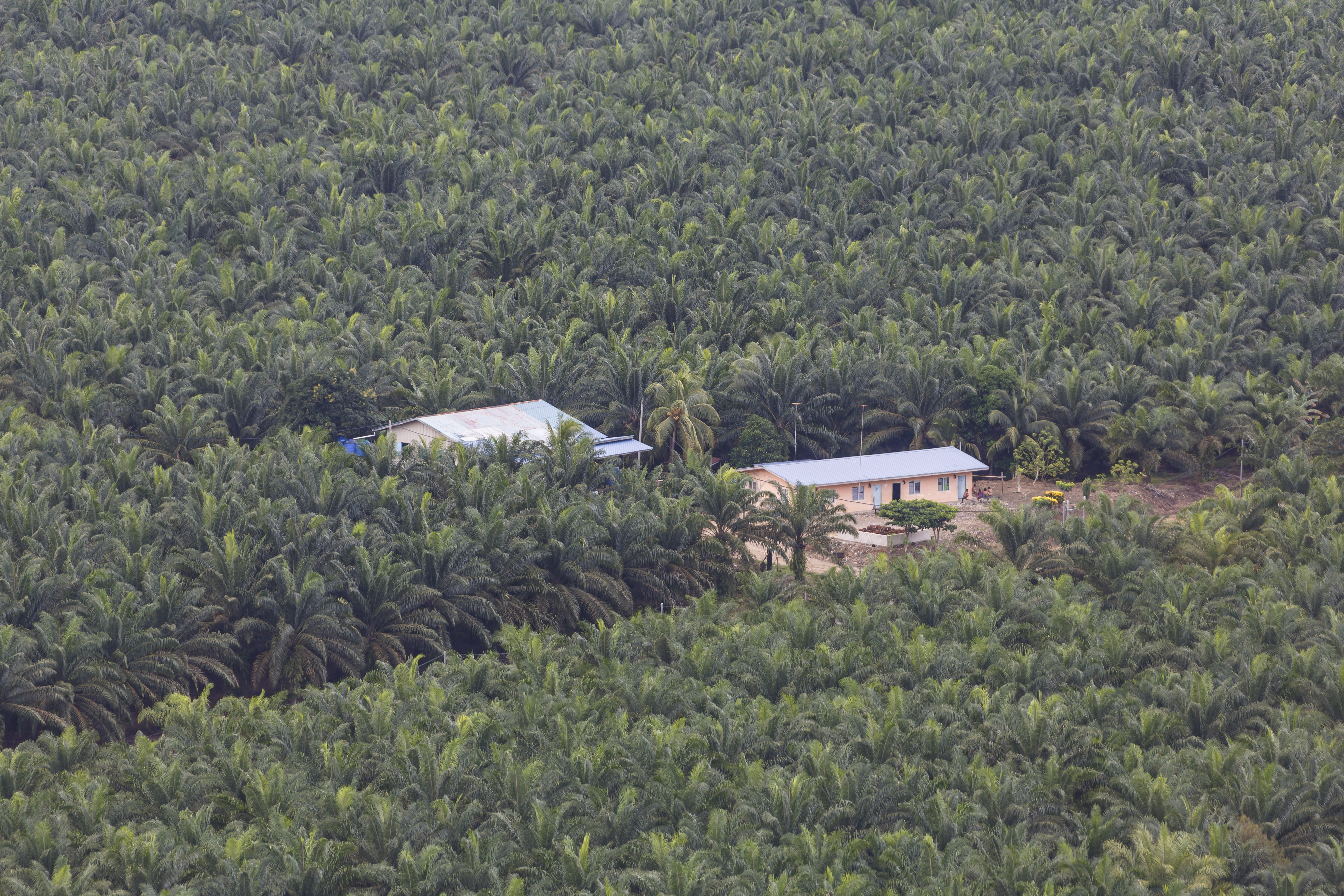
Plantação de óleo de palma em Sabah
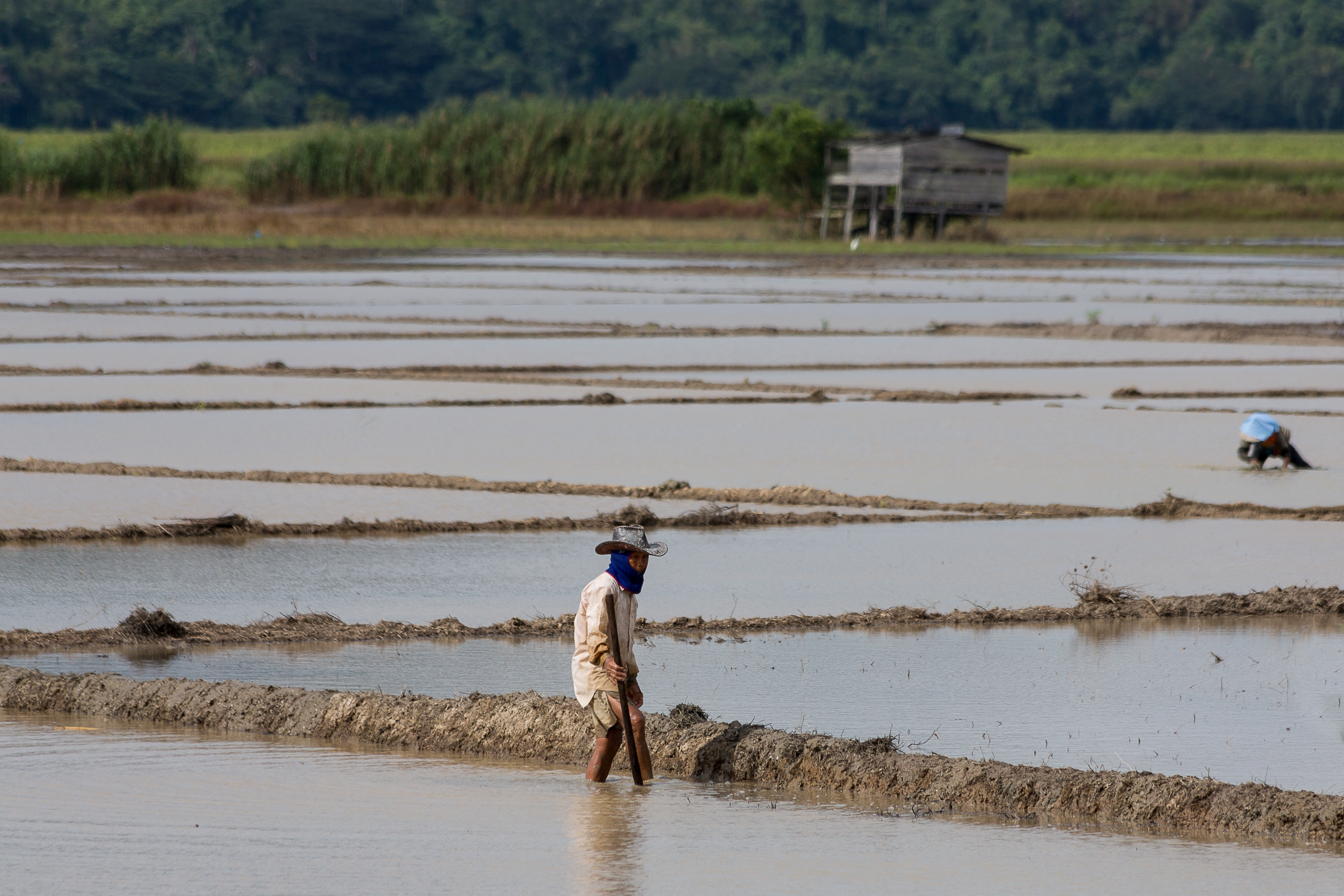
Plantação de arroz em Sabah
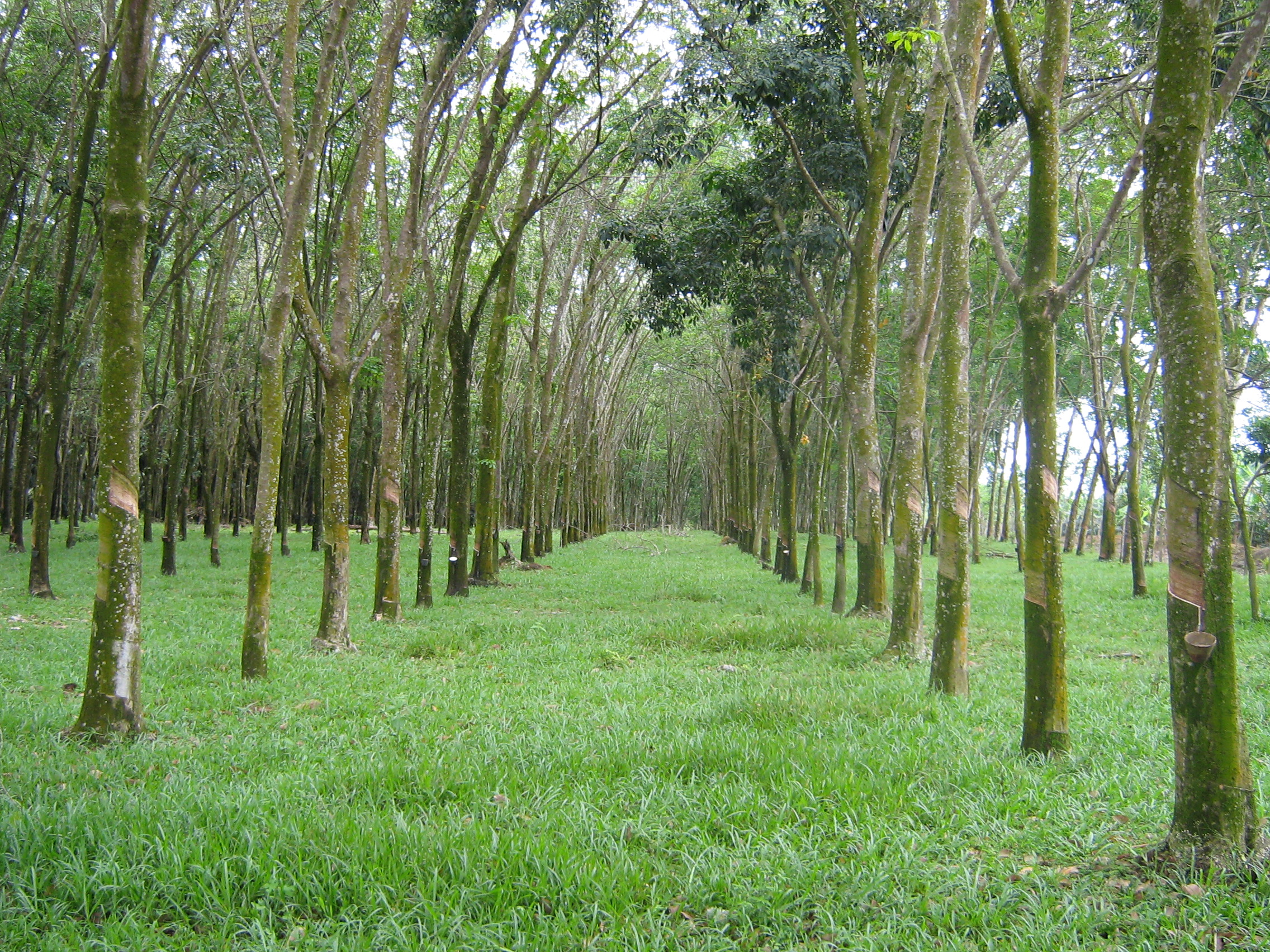
Extração de borracha natural na Malásia
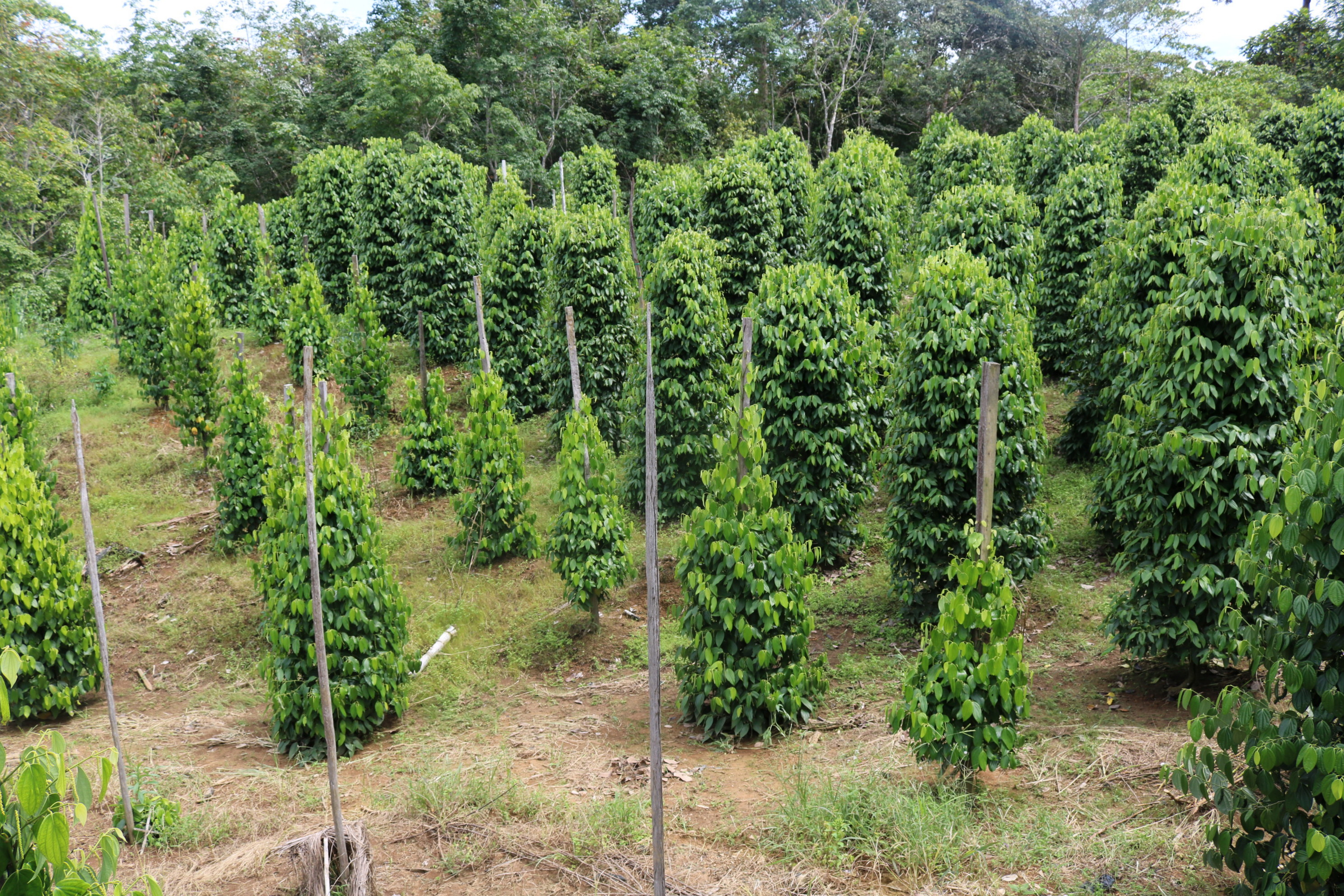
Pimenta-do-reino em Serian, Sarawak

### Pecuária
Na pecuária, a Malásia produziu, em 2019: 1,6 milhão de toneladas de carne de frango; 225 mil toneladas de carne suína; 833 mil toneladas de ovo de galinha, entre outros.

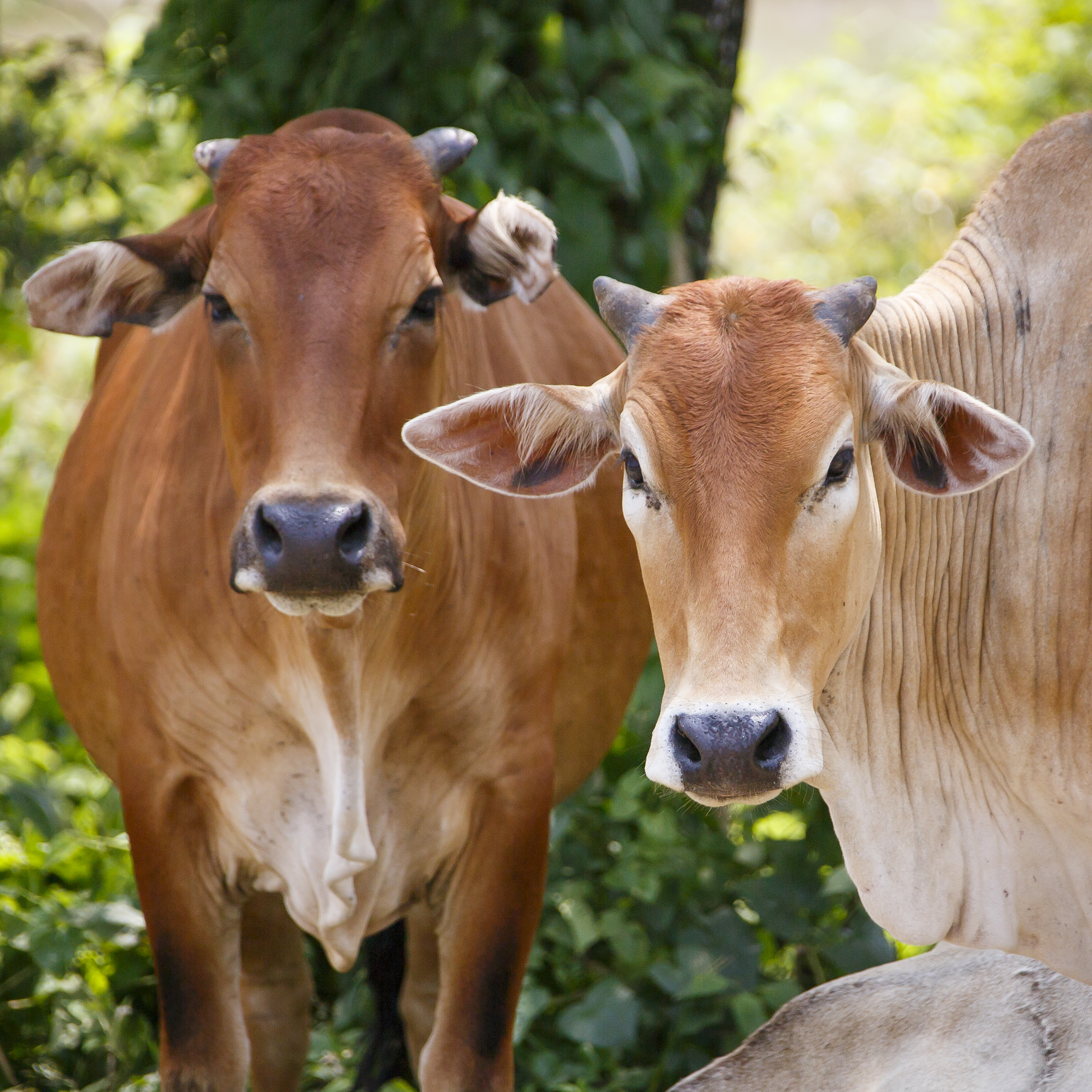
Bovinos em Sabah
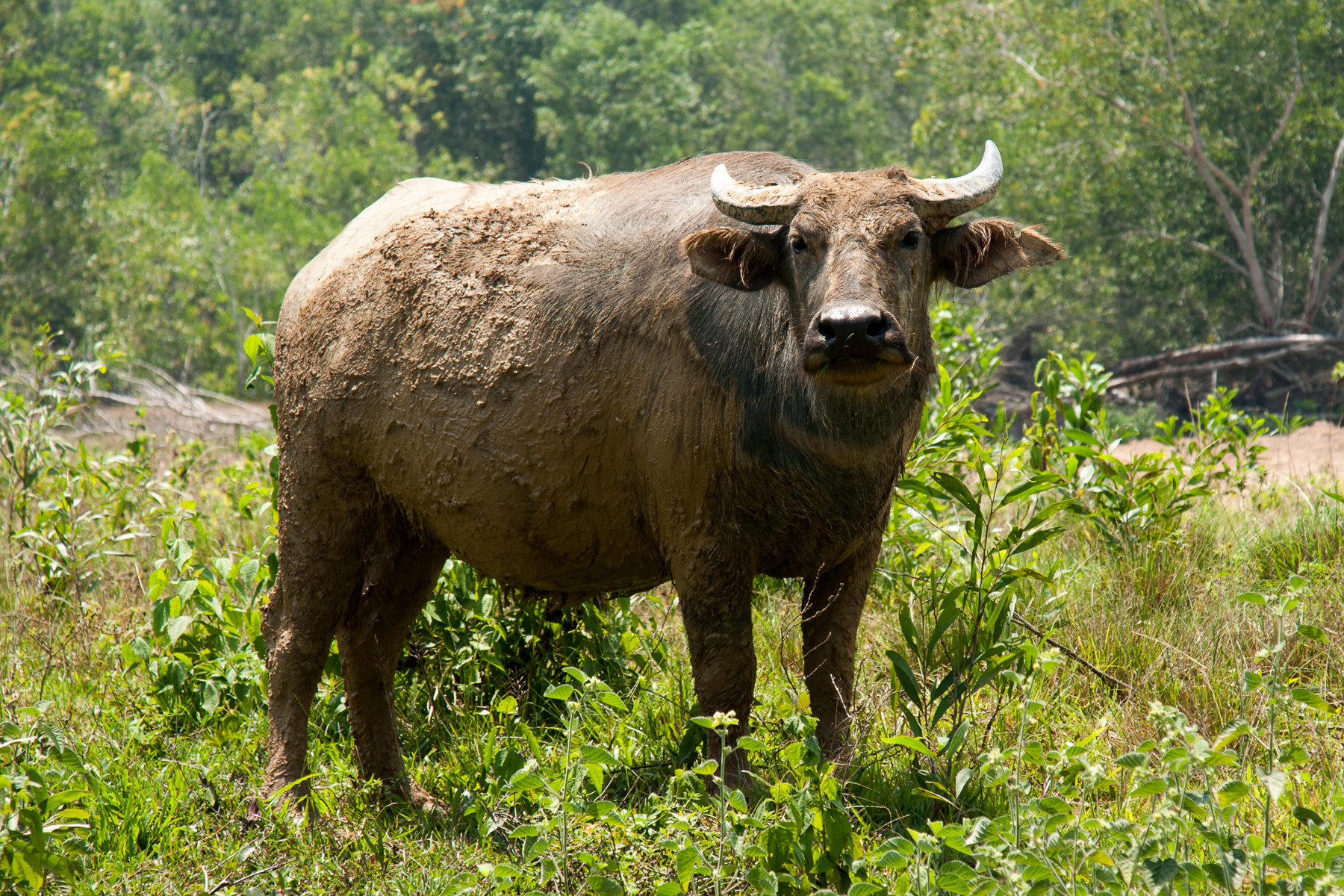
Búfalo-asiático em Sabah
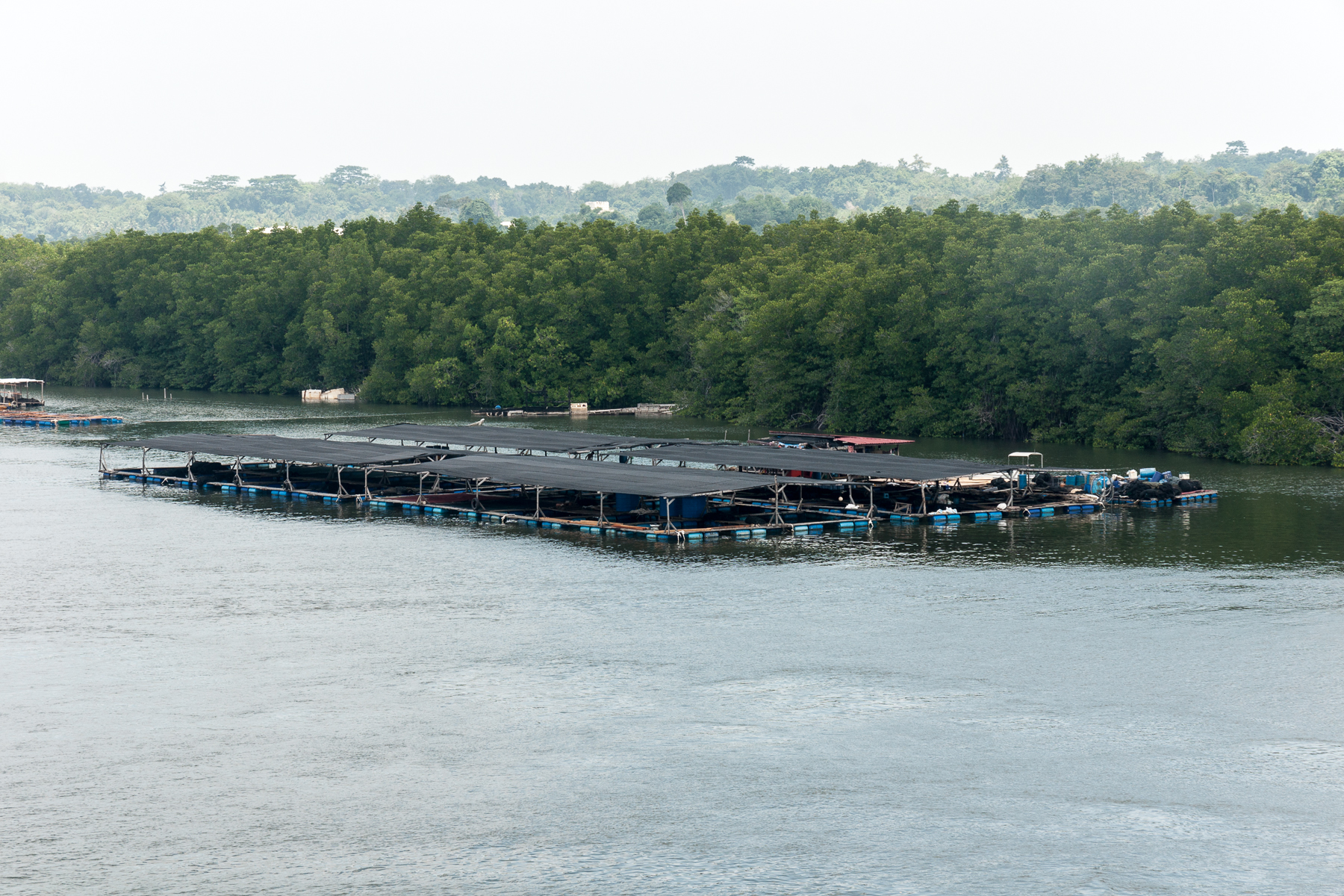
Fazenda de camarão na Malásia

## Setor secundário

### Indústria
O Banco Mundial lista os principais países produtores a cada ano, com base no valor total da produção. Pela lista de 2019, a Malásia tinha 24ª indústria mais valiosa do mundo (US $ 78,1 bilhões). 
Em 2019, a Malásia era a 23ª maior produtora de veículos do mundo (571 mil) e o 35ª maior produtor de aço (4 milhões de toneladas).
O país é o 8º maior produtor mundial de óleo de coco.
A Malásia é um importante centro de fabricação de equipamentos solares, com fábricas de empresas como First Solar, Panasonic, TS Solartech, Jinko Solar, JA Solar, SunPower, Hanwha Q Cells e SunEdison em locais como Kulim, Penang, Malacca, Cyberjaya e Ipoh. Em 2014, a Malásia era o terceiro maior fabricante mundial de equipamentos fotovoltaicos, atrás da China e da União Europeia. 

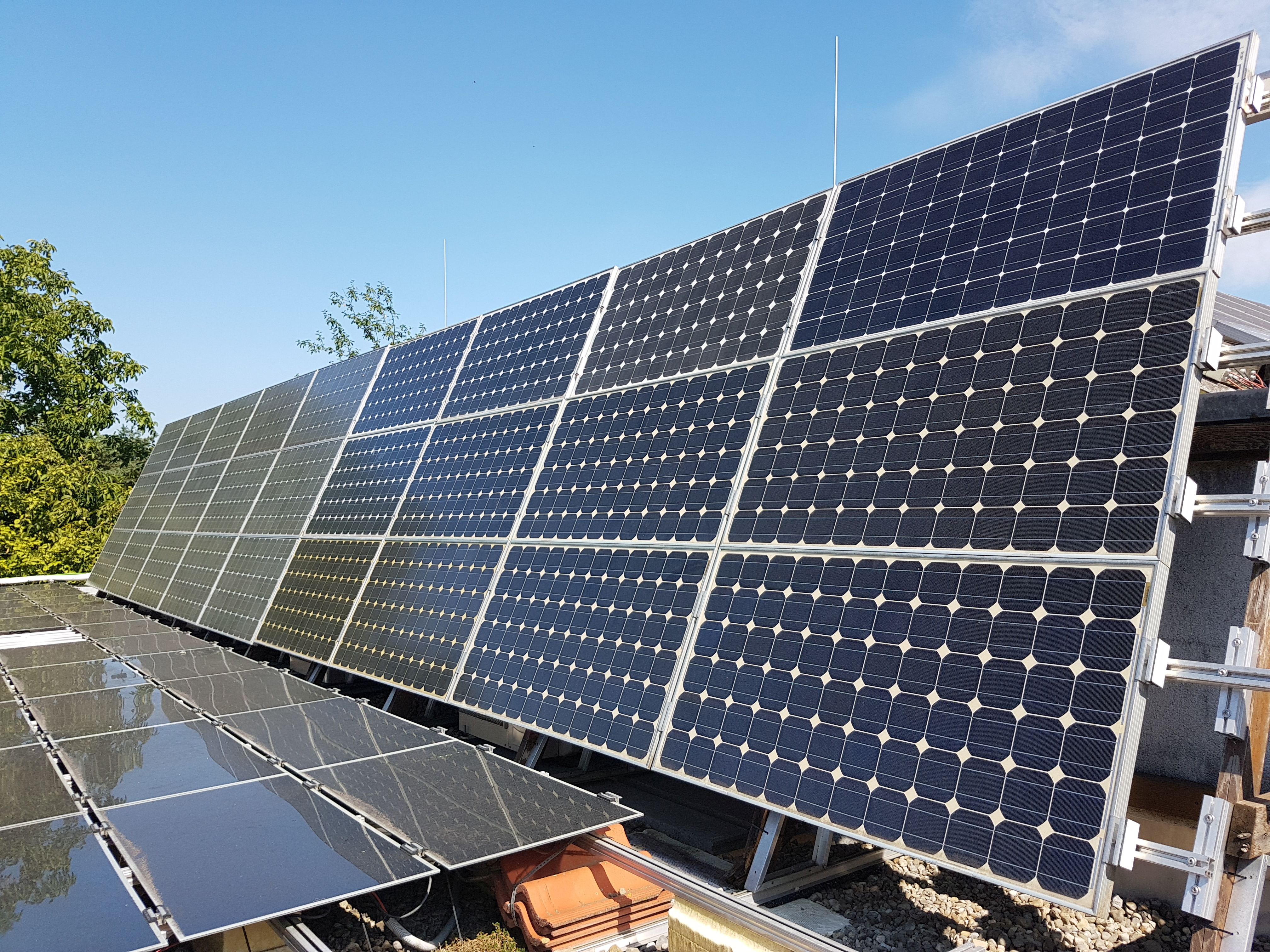
Placa solar fabricada na Malásia
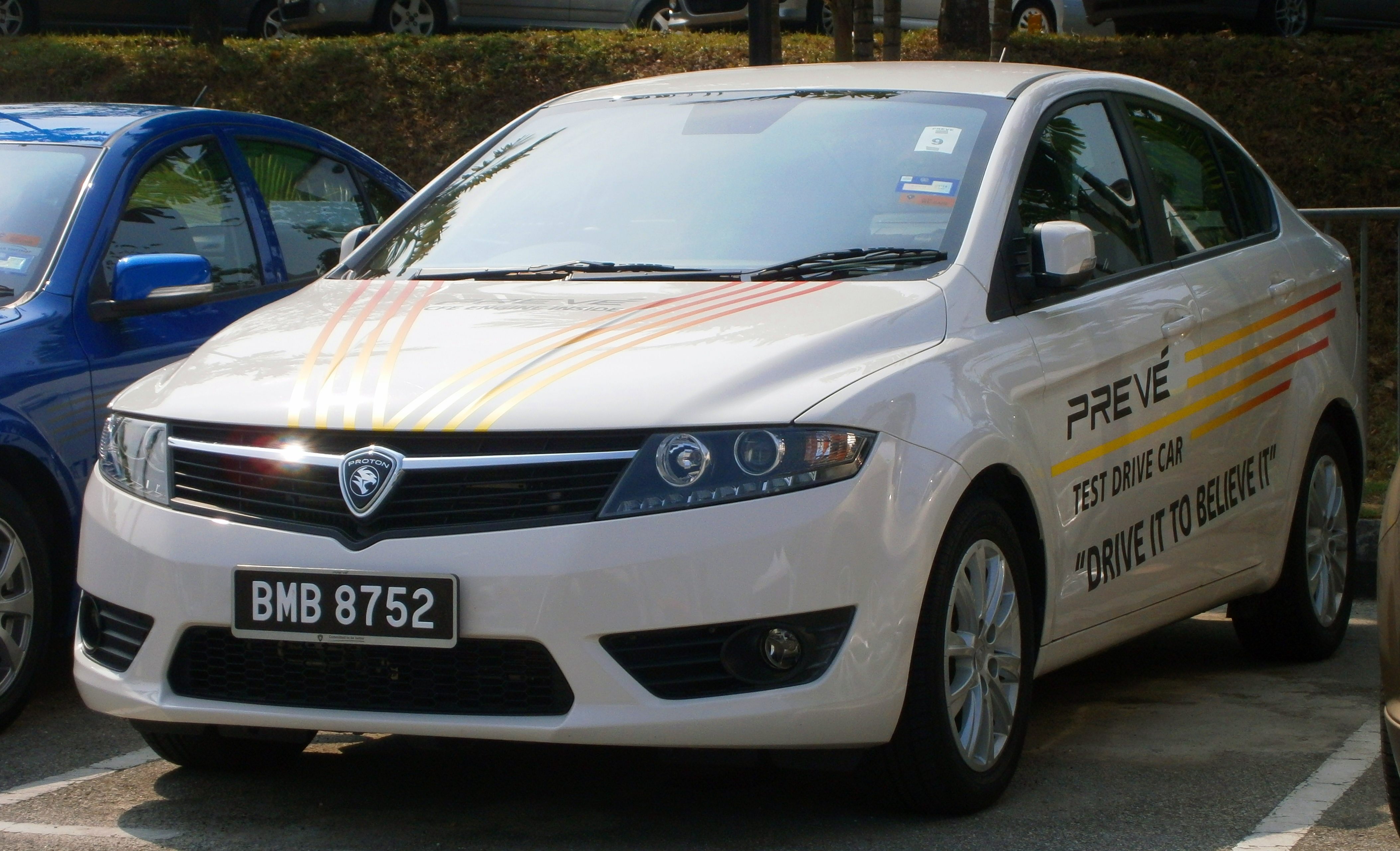
O Proton Prevé, um carro fabricado pela empresa automotiva malaia Proton.
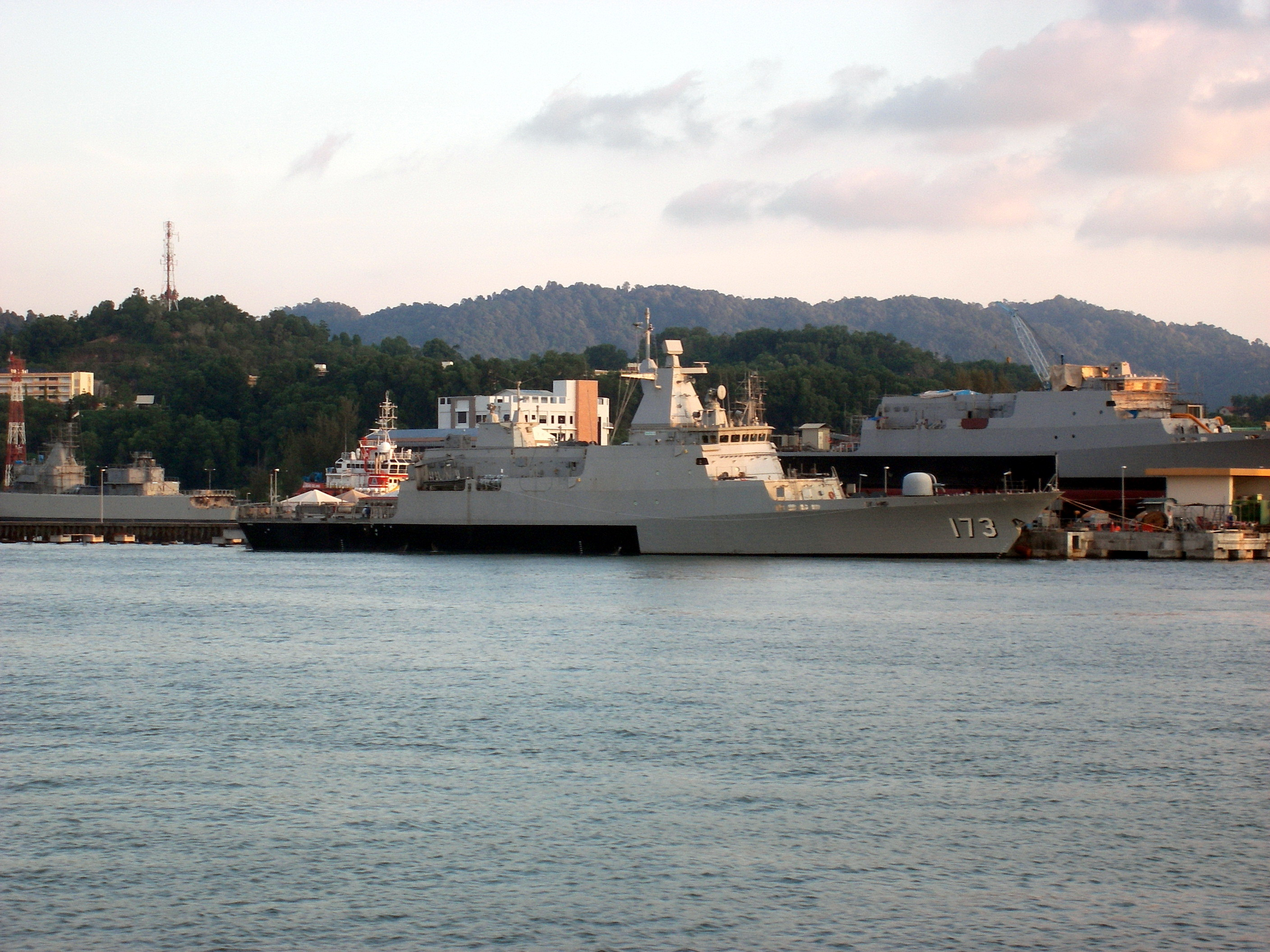
Um navio de guerra da classe Kedah, com outra unidade sendo construída ao fundo
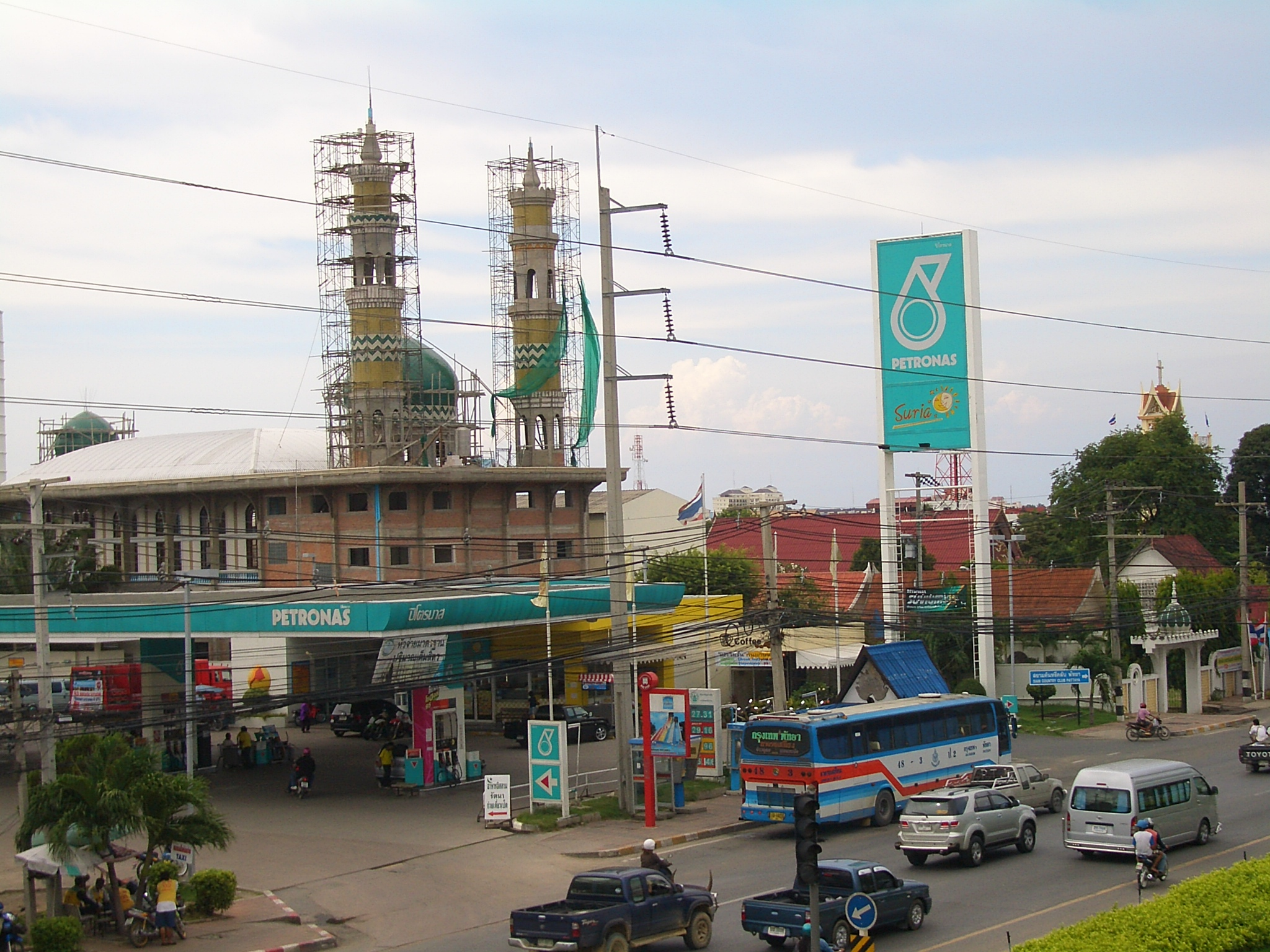
Posto de combustível Petronas. A indústria petrolífera é forte na Malásia

### Energia

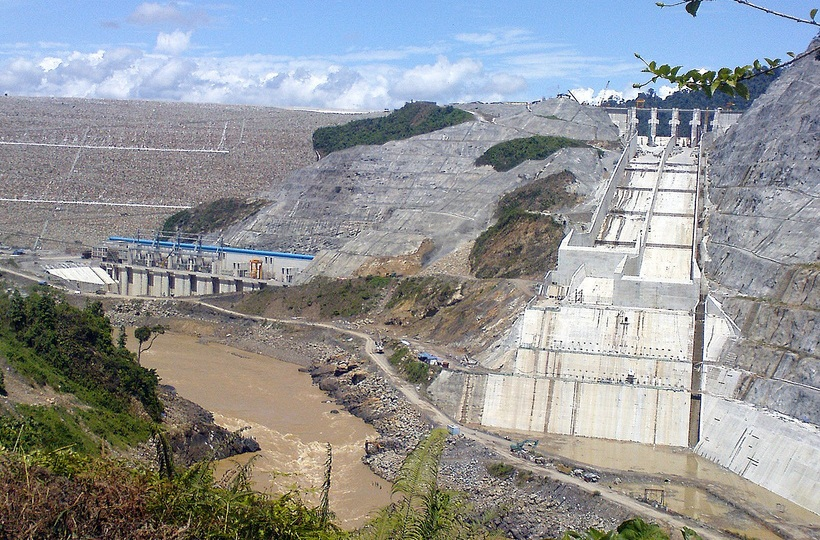
Hidrelétrica de Bakun.

Nas energias não-renováveis, em 2020, o país era o 25º maior produtor de petróleo do mundo, 541 mil barris/dia.  Em 2015, o país consumia 831 mil barris/dia (25º maior consumidor do mundo) . O país foi o 33º maior importador de petróleo do mundo em 2012 (200 mil barris/dia).  Em 2015, a Malásia era o 13º maior produtor mundial de gás natural, 63,4 bilhões de m3 ao ano e o 9º maior exportador de gás do mundo (34,9 bilhões de m3 ao ano).  O país não produz carvão, e foi o 9º maior importador de carvão do mundo em 2018: 34 milhões de toneladas. 
Nas energias renováveis, em 2020, a Malásia não produzia energia eólica, e era o 32º maior produtor de energia solar do mundo, com 1,4 GW de potência instalada .

### Mineração

Mina de cobre Mamut.

Em 2019, o país era o 11º maior produtor mundial de manganês; o 11º maior produtor mundial de estanho, e o 12º maior produtor mundial de bauxita.

## Setor terciário

### Turismo
Em 2018, a Malásia foi o 13º país mais visitado do mundo, com 25,8 milhões de turistas internacionais. As receitas do turismo, neste ano, foram de US $ 19,1 bilhões. 

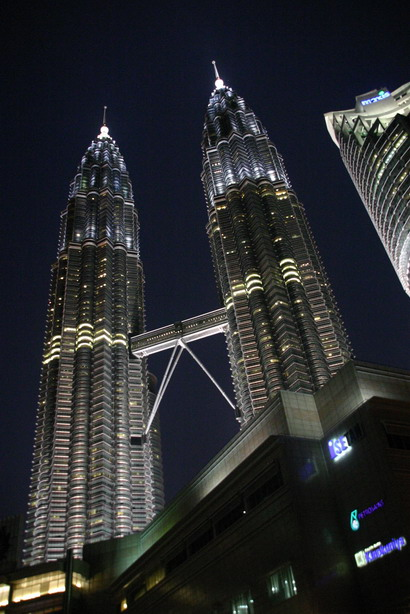
Petronas Twin Towers, Kuala Lumpur
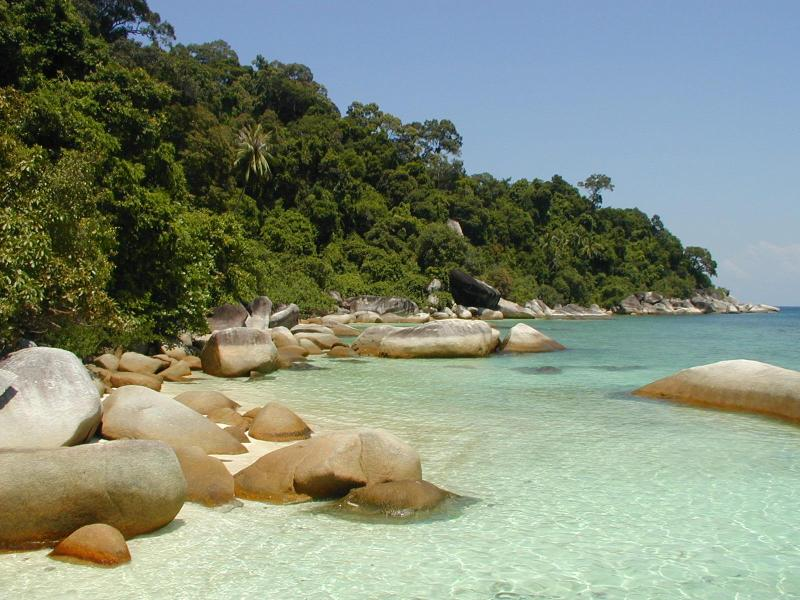
South Beach em Perhentian Besar
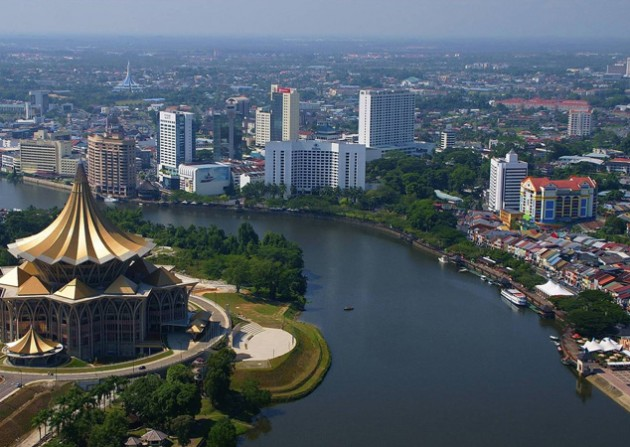
Vista aérea de Kuching, Sarawak